# Haddebo bruk
Haddebo bruk är ett järnbruk med anor från 1600-talet situerat i byn Haddebo i södra Närke. Till bruket hörde tidigare två herrgårdar, Nedre Haddebo, samt Övre Haddebo. Båda husen är idag borta, dock har en kopia av Övre Haddebo återuppbyggts under 1990-talet, enligt originalritningarna som fanns bevarade på Nordiska museet.

## Historia

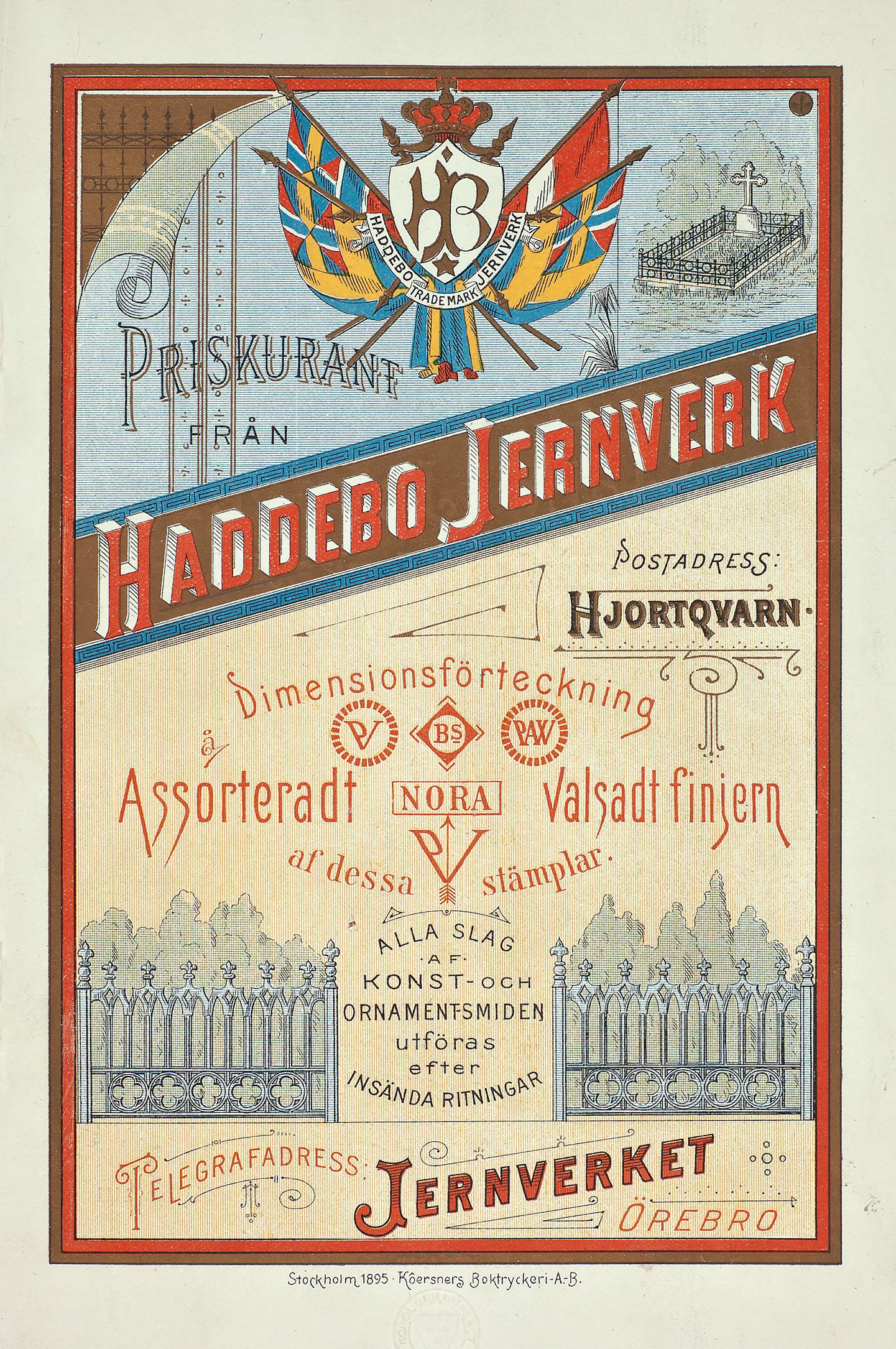
En priskurant från Haddebo under sent 1800-tal.

Haddebo nämndes för första gången som "Haddeboda" i en tiondelängd år 1555, samt i ett skattedokument från 1592. Den första kartan över området gjordes 1637, och kort efter, år 1658, köptes marken omkring Haddebo upp av Jacob Classon från Norrköping, som erhöll rätten att starta ett järnbruk i Haddebo. Då Classon dog 1666 såldes bruken till Mathias Schilt, och efter ytterligare några år vidare till borgaren Peder Andersson Wester. Wester hade stora ambitioner för bruket och gården och lyckades expandera både marken och bruksproduktionen. Han byggde herrgården Nedre Haddebo i slutet av 1600-talet.
Framåt slutet av 1600-talet dog Peder Wester vilket under arvskiftet år 1703 resulterade i att gården delades upp i Nedre och Övre Haddebo. En herrgårdsbyggnad uppfördes till Övre Haddebo i typisk svensk karoliner stil. Genom att dämma upp närliggande sjöar och på så sätt producera energi blev bruket mycket produktivt under 1700-talet och framställde bland annat gjutjärn. Både Övre och Nedre Haddebo stannade i familjen Wester i över ett århundrade då Arvid Westers änka sålde Nedre Haddebo 1821 och Övre Haddebo 1826. Arvid Westers dotter Eva Christina gifte sig 1833 med rektorn och publicisten Otto Gumaelius, vars bror Wilhelm Gumaelius dotter Henrica gifte sig med Per Fredrik Brandelius, som senare kom att köpa bruket.
Under 1800-talet bytte gården och bruket frekvent ägare och tillhörde bland annat familjerna Broms och Floor. Nedre Haddebo köptes 1862 av Per Fredrik Brandelius, en förmögen bryggare från Stockholm. Brandelius ägde även Lämneå Bruk, samt grundade Örebro Enskilda Bank, i den närliggande staden Örebro. Han är även en anfader till den svenske diplomaten och författaren Jan Mårtenson.
Både Nedre och Övre Haddebo köptes av staten 1900 och 1902 respektive, och blev samtidigt kunglig jaktmark. Gustaf V jagade älg på Haddebo nästan varje år. Det var även på Haddebo som Prins Carl Philip sköt sin första älg 2002.
Under statens ägande gick det hårt åt byggnaderna i Haddebo, och Övre Haddebo brann ner 1938, varpå man rev Nedre Haddebo 1941. Skogsbruket fortsattes av domänverket, och så även elproduktionen fram till 1965.
Bruket köptes 1989 upp av familjen Hemberg, som påbörjade ett stort restaureringsprojekt. Man återfann originalritningarna av herrgården Övre Haddebo, bevarade på Nordiska museet, och på platsen för Nedre Haddebo byggdes en kopia av Övre Haddebo. Gammalt material som virke, återvanns från tre andra 1700-tals hus som skulle rivas. Fönster och dörrar som tidigare suttit på Nedre Haddebo fanns nedplockade i ett av brukets magasin och kunde därmed användas. Huset byggdes genom gamla tekniker såsom lerklining, som användes under konstruktionen av den ursprungliga herrgården, för att skapa känslan av ett 1700-tals hus. Idag är herrgården privatbostad.

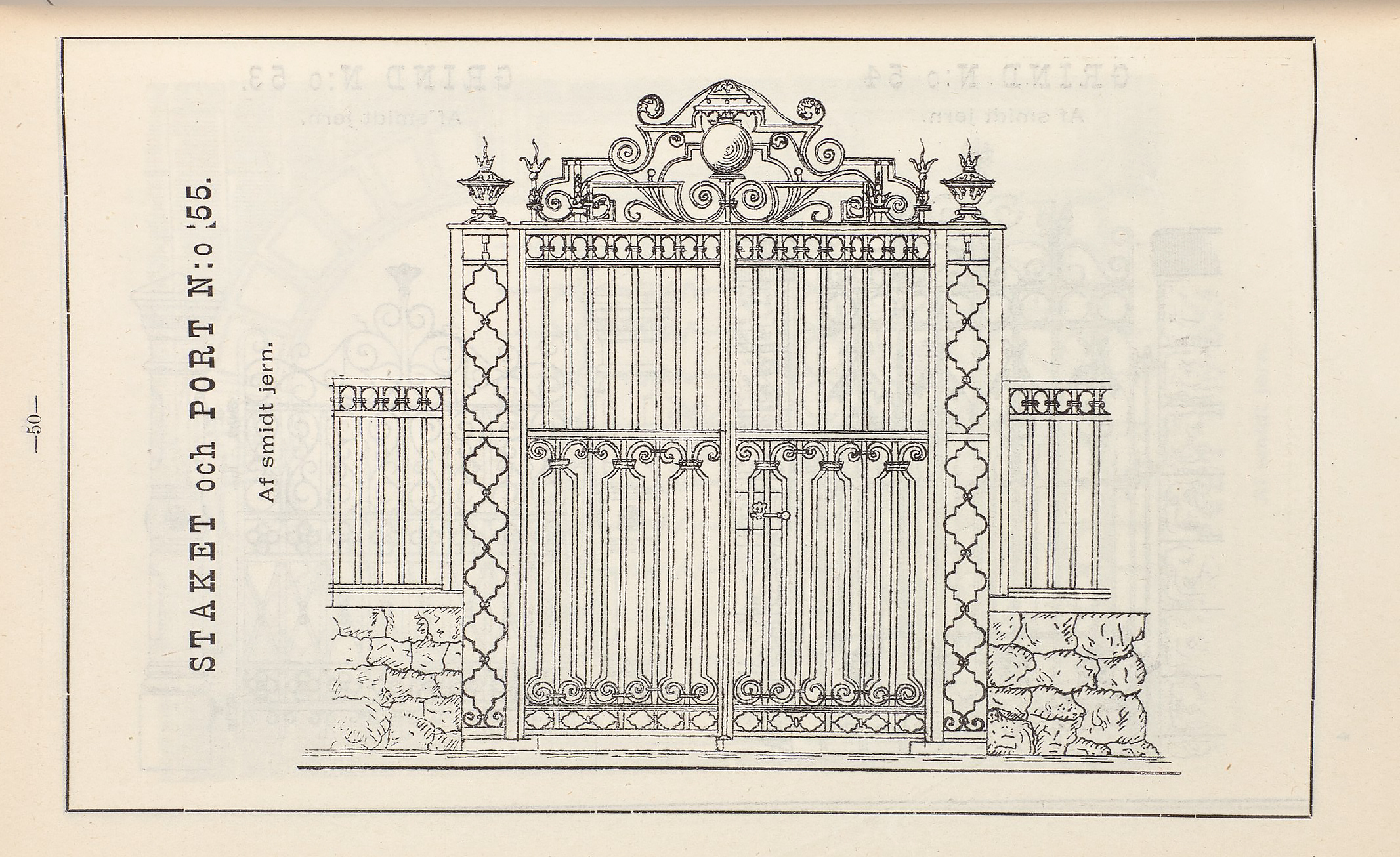
Exempel på grindar och staket som producerades på Haddebo under sent 1800-tal.

2012 publicerade Per Hemberg en bok om byggnads och restaureringsprojektet, "Boken om Haddebo", en gripande historia om hur karolinerherrgården återskapades genom återvinning av material, användning av gamla tekniker, men samtidigt modern teknik för att föra huset in i den moderna världen.
Förutom lantbruk och skogsbruk finns idag på bruket en välkänd seminstation: "Haddebo Seminstation" som grundades år 2003, under ledning av Dr Elisabeth Hemberg.

## Byn Haddebo
Runt Bruket finns det en liten by som är hem till bland annat den välkände författaren Torbjörn Säfve, samt en botanisk trädgård, "Haddebo Gärdesgård och Blommor, och ett B&B "Vita Kralan".